# هیالورونیک اسید
هیالورونیک اسید (به انگلیسی: Hyaluronic Acid - به اختصار HA) نام یک ترکیب شیمیایی آلی است. این ترکیب را با نام هیالورونان (Hyaluronan) نیز می‌شناسند و باز مزدوج آن، هیالورونیت نام دارد. سدیم هیالورونیت مثالی از باز مزدوج هیالورونیک اسید است. این اسید به ECM قابلیت فنری و لغزندگی می‌دهد.
این ماده بخشی از ماتریس برون‌یاخته‌ای مهره داران را تشکیل می‌دهد، بخش مهمی از بافت همبند، قسمت عمده مایع مفصلی (با ویژگی لیز کننده) است و همچنین نقش مهمی در کوچ یاخته‌ها و ایجاد تومور‌ها ایفا می‌کند.
هیالورونیک اسید پلیمری تشکیل شده از واحدهای د-گلولورونیک اسید و ان-استیل گلوکزآمین است. زنجیره‌های هیالورونیک اسید می‌توانند شامل ۲۵۰۰۰ واحد یا حتی بیشتر هم باشند و وزن مولکولی این زنجیره‌ها بین ۵۰۰۰ تا ۲۰ میلیون دالتون متغیر است.
اسید هیالورونیک توسط آنزیمی به نام هیالورونان سنتتاز ساخته می‌شود. انسان حداقل ۳ نوع آنزیم هیالورونان سنتتاز به نام‌های HAS2, HAS۱ و HAS۳ دارد.
آنزیم‌های HAS۱ و HAS۲، هیالورونیک اسیدهای با وزن مولکولی بالا تولید می‌کنند، در حالی که HAS۳ سازنده هیالورونیک اسیدهای سبک است. هیالورونیک اسید توسط آنزیمی به نام هیالورونیداز تخریب می‌شود.
کاربرد این ماده زمانی ارزشمند می‌شود که روی مولکول‌های آن عملیات پیوند فضایی مولکولی که به اصطلاح crosslink معروف است صورت پذیرد که تکنولوژی خاص دارد که چند کشور محدود به این تکنولوژی دست یافته‌اند. کلاس لینک کردن این ماده زمان قدرت حفظ رطوبت یا آب را چند برابر می‌کند.

## خاصیت جذب آب
اسید هیالورونیک می‌تواند -در مقایسه با حجم خود- مقدار بسیار زیادی آب را جذب کرده و تمرکز دهد (هر گرم اسید شش لیتر آب به خود جذب می‌کند). به عنوان مثال ۹۸٪ زجاجیه چشم انسان از آب تشکیل یافته که به وسیلهٔ ۲٪ اسید هیالورونیک در محل متمرکز گشته است.

## کاربرد هیالورونیک اسید در زیبایی
به عنوان فیلر و یا ژل هم معروف است
- هیلورونیک اسید یک مولکول طبیعی در بافت‌های پوستی است که به حفظ رطوبت و انعطاف‌پذیری پوست کمک می‌کند.
- در حوزه زیبایی، این ماده به عنوان یک مرطوب‌کننده قوی و عامل ضد پیری شناخته می‌شود.
- استفاده از هیلورونیک اسید در تهیه کرم‌ها و سرم‌های مرطوب‌کننده به بهبود ساختار پوست و کاهش چین و چروک کمک می‌کند.
- تزریق مستقیم این ماده به عنوان پرکننده‌های پوستی در رفع خطوط ریز و درشت و افزایش حجم لب‌ها کاربرد دارد.
- این اسید با نگهداری آب در سلول‌های پوستی، به پوست نرمی و طراوت بیشتری می‌بخشد.
- محصولات حاوی هیلورونیک اسید در روتین‌های مراقبت از پوست به بهبود درخشندگی و شادابی کمک می‌کنند.
- با توجه به اثرات مثبت و ایمنی ثابت‌شده، هیلورونیک اسید به یکی از مواد کلیدی در درمان‌های زیبایی تبدیل شده است. و برای تقویت مو به عنوان هیرفیلر تزریق می شوداین جمله با اطلاعات یک منبع معتبر پشتیبانی می‌شود.